# Seznam hokejistů draftovaných týmem Tampa Bay Lightning

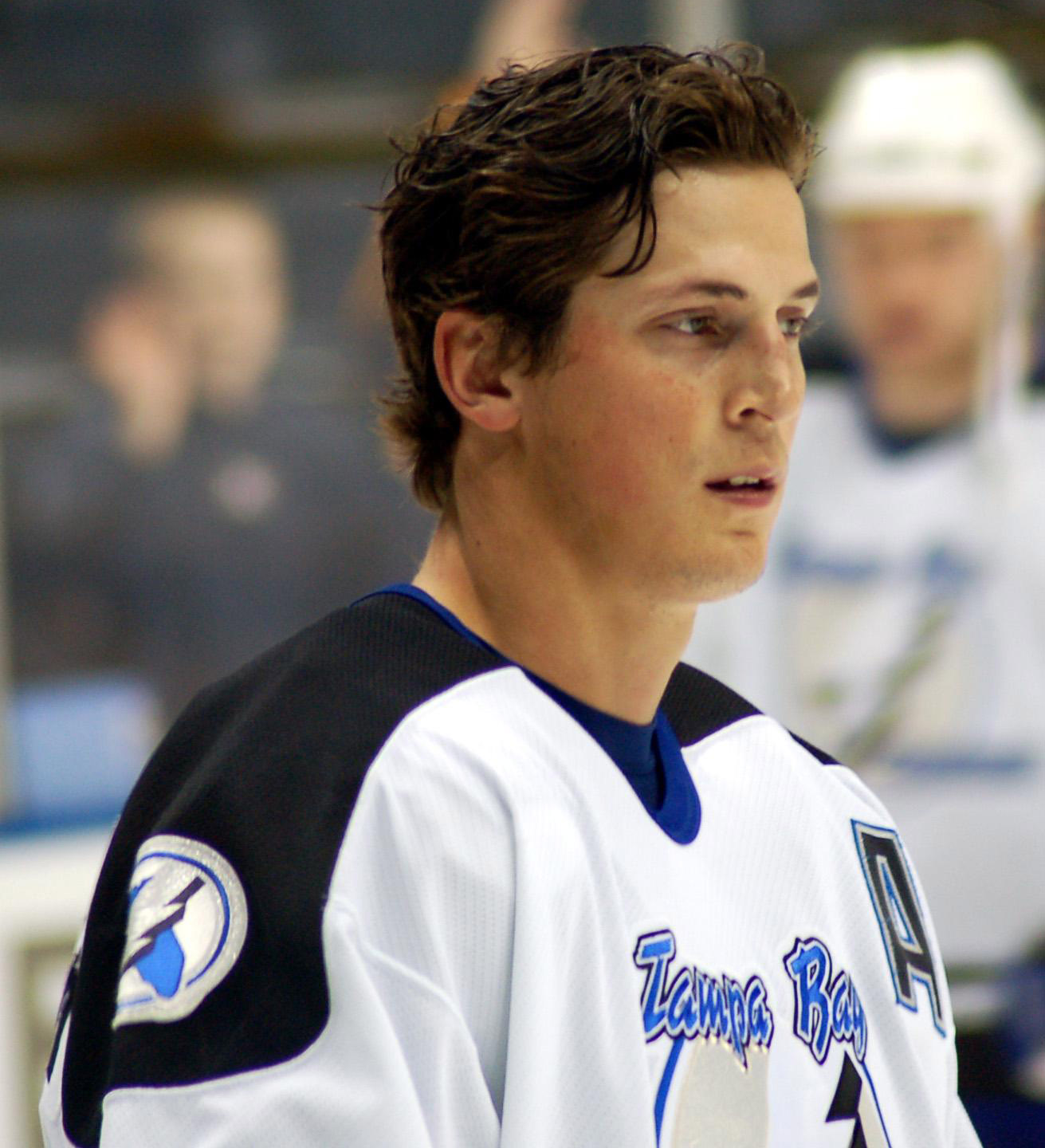
Vincent Lecavalier byl draftován z 1. místa v roce 1998.

Toto je kompletní seznam hokejistů, kteří byli draftováni v NHL do týmu Tampa Bay Lightning. To zahrnuje každého hráče, který byl draftován, bez ohledu na to, zda hrál za tým.

## Draft 1. kola

### Historie prvního kola
| † | Hráč který byl vybrán do hokejové síně slávy | Hráč který byl vybrán do hokejové síně slávy | Hráč který byl vybrán do hokejové síně slávy |
| * | Draftován z 1. místa                         | Draftován z 1. místa                         | Draftován z 1. místa                         |
| ≠ | Hráč který neodehrál žádný zápas v NHL       | Hráč který neodehrál žádný zápas v NHL       | Hráč který neodehrál žádný zápas v NHL       |

| Rok  | Místo | Hráč                  | Pozice       | Stát      | Předchozí tým (liga)            |
| ---- | ----- | --------------------- | ------------ | --------- | ------------------------------- |
| 1992 | 1*    | Roman Hamrlík         | Obránce      | Česko     | AC ZPS Zlín (ČSHL)              |
| 1993 | 3     | Chris Gratton         | Centr        | Kanada    | Kingston Frontenacs (OHL)       |
| 1994 | 8     | Jason Wiemer          | Centr        | Kanada    | Portland Winter Hawks (WHL)     |
| 1995 | 5     | Daymond Langkow       | Centr        | Kanada    | Tri-City Americans (WHL)        |
| 1996 | 16    | Mario Larocque        | Obránce      | Kanada    | Hull Olympiques (QMJHL)         |
| 1997 | 7     | Paul Mara             | Obránce      | USA       | Sudbury Wolves (OHL)            |
| 1998 | 1*    | Vincent Lecavalier    | Centr        | Kanada    | Rimouski Oceanic (QMJHL)        |
| 1999 | Nikdo | Nikdo                 | Nikdo        | Nikdo     | Nikdo                           |
| 2000 | 8     | Nikita Alexejev       | Pravé křídlo | Rusko     | Erie Otters (OHL)               |
| 2001 | 3     | Alexandr Svitov       | Centr        | Runsko    | Avangard Omsk (RSL)             |
| 2002 | Nikdo | Nikdo                 | Nikdo        | Nikdo     | Nikdo                           |
| 2003 | Nikdo | Nikdo                 | Nikdo        | Nikdo     | Nikdo                           |
| 2004 | 30    | Andy Rogers≠          | Obránce      | Kanada    | Calgary Hitmen (WHL)            |
| 2005 | 30    | Vladimír Mihálik      | Obránce      | Slovensko | PHK Prešov (Slovnaft extraliga) |
| 2006 | 15    | Riku Helenius≠        | Brankář      | Finsko    | Ilves-Hockey (SM-liiga)         |
| 2007 | Nikdo | Nikdo                 | Nikdo        | Nikdo     | Nikdo                           |
| 2008 | 1*    | Steven Stamkos        | Centr        | Kanada    | Sarnia Sting (OHL)              |
| 2009 | 2     | Victor Hedman≠        | Obránce      | Švédsko   | MODO (Elitserien)               |
| 2010 | 6     | Brett Connolly≠       | Pravé křídlo | Kanada    | Prince George Cougars (WHL)     |
| 2011 | 27    | Vladislav Naměstnikov | Centr        | Rusko     | London Knights (OHL)            |
| 2012 | 10    | Slater Koekkoek≠      | Obránce      | Kanada    | Peterborough Petes (OHL)        |
| 2012 | 19    | Andrej Vasilevskij≠   | Brankář      | Rusko     | Tolpar Ufa (MHL)                |

### Celkový výběr

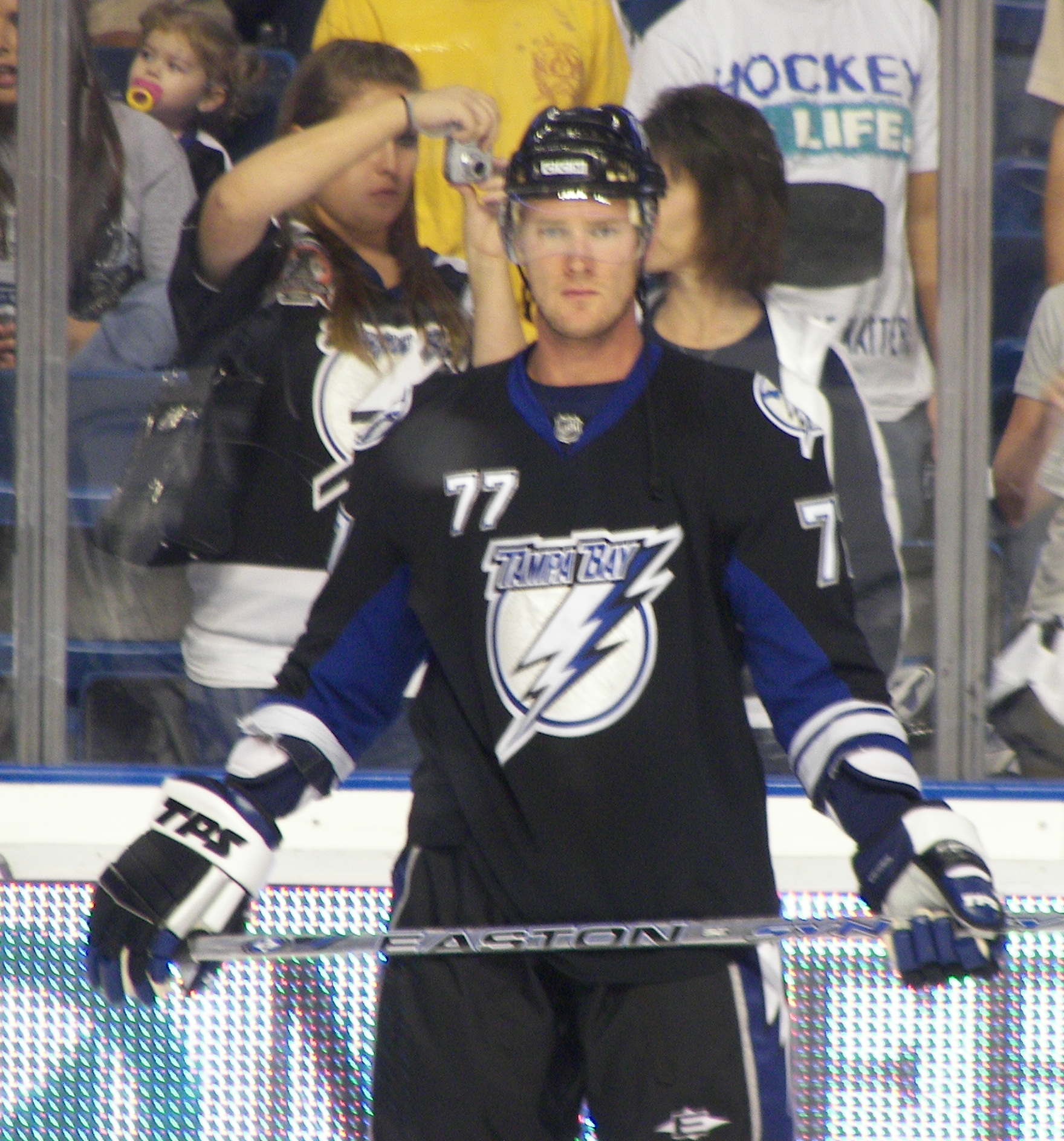
Chris Gratton byl draftován ze 3. místa v roce 1993.

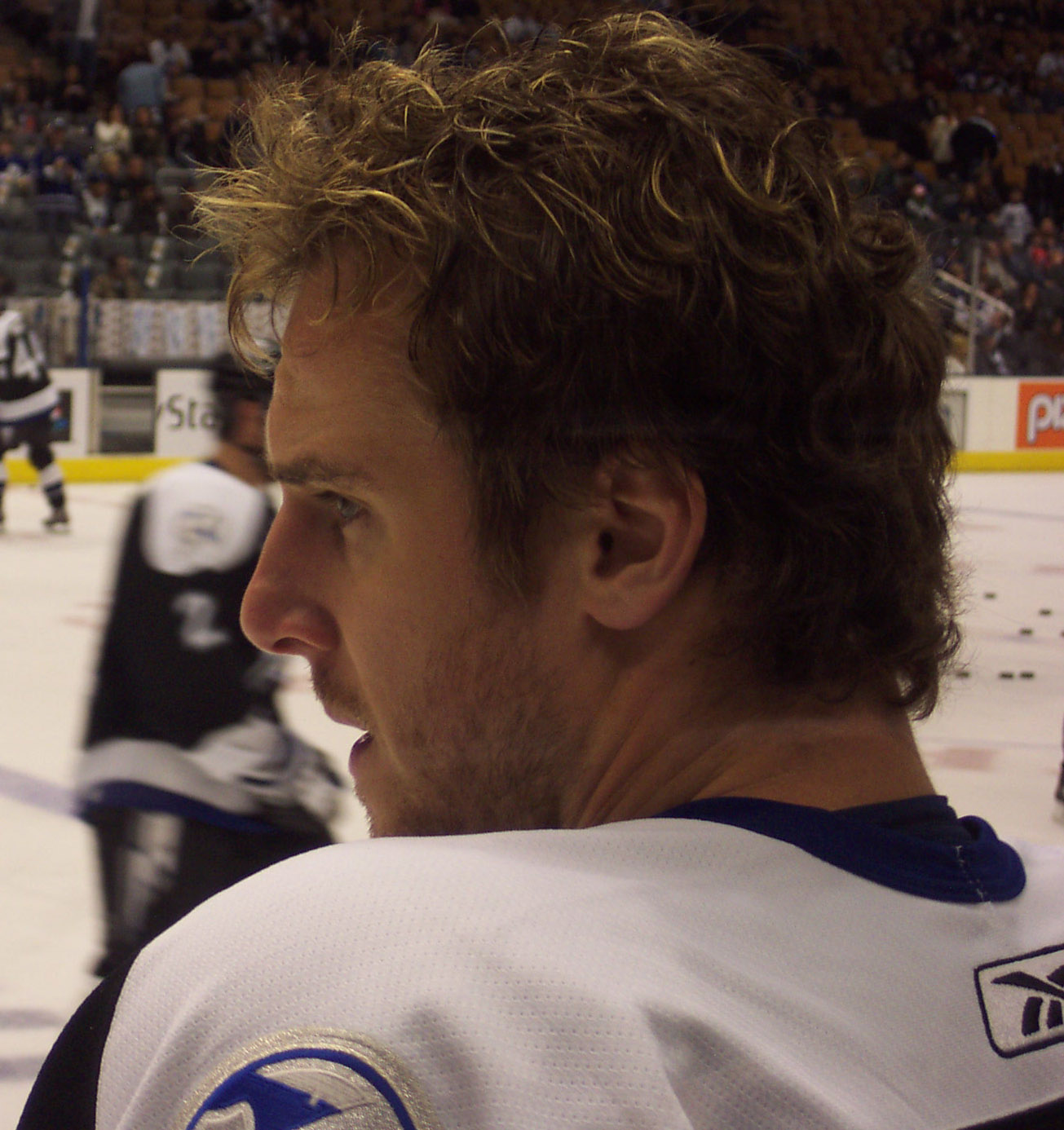
Pavel Kubina byl draftován ze 176. místa v roce 1996.

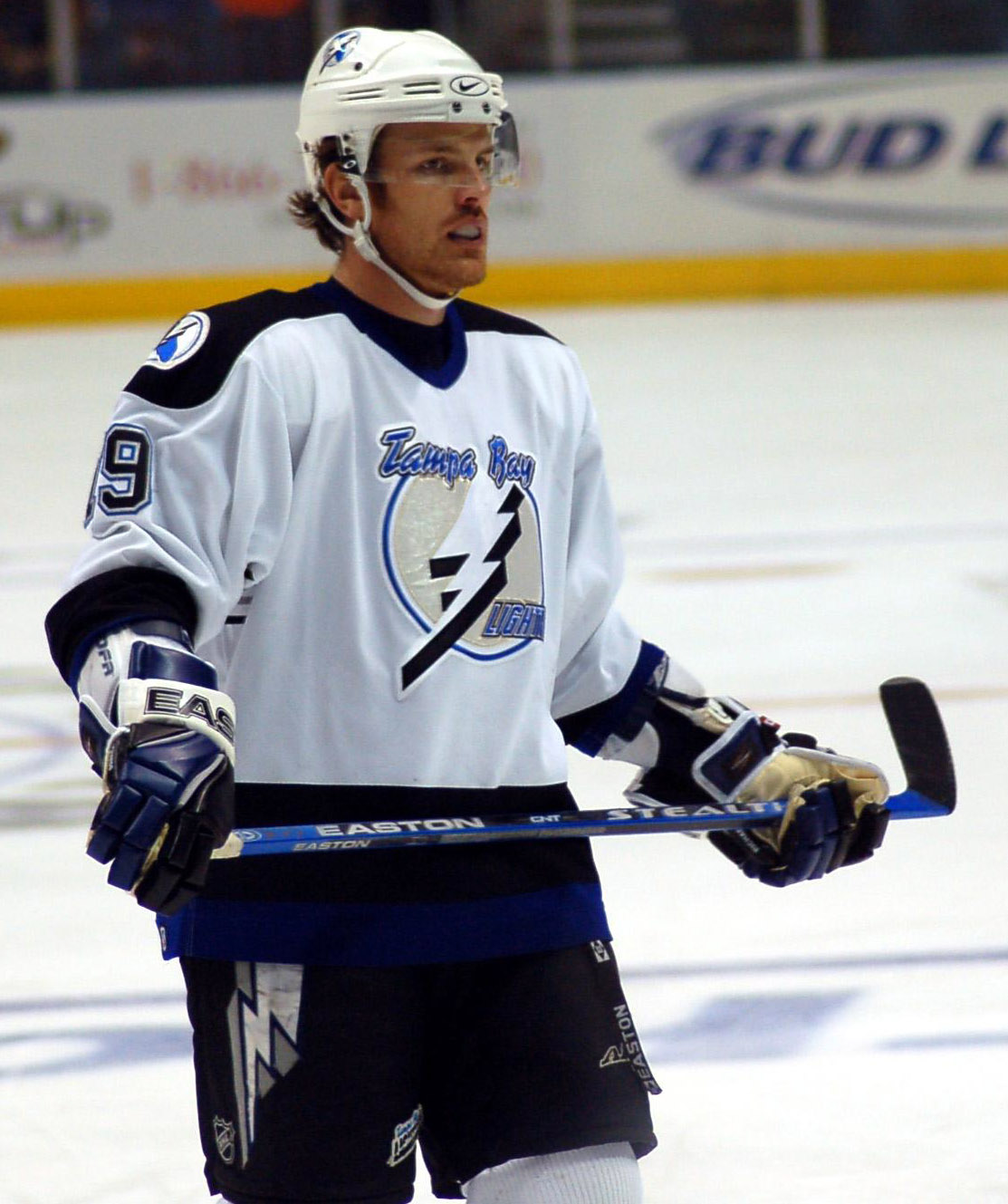
Brad Richards byl draftován ze 64. místa v roce 1998.

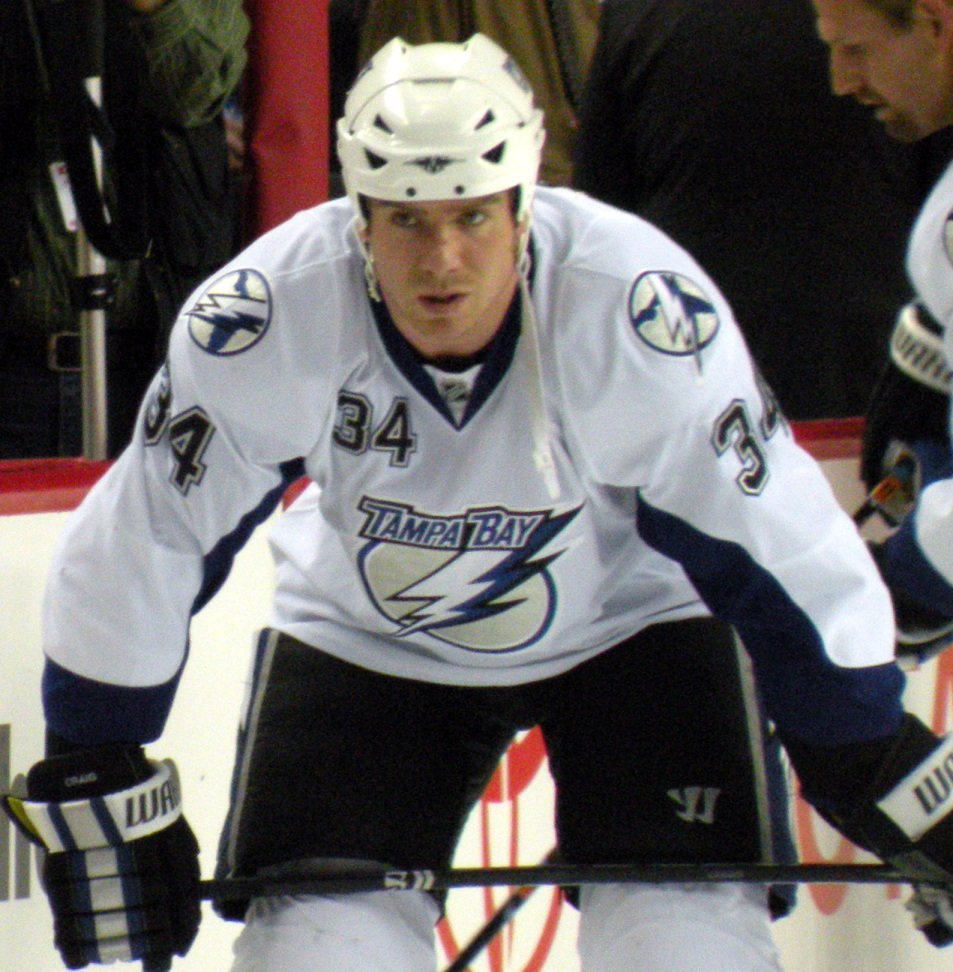
Ryan Craig byl draftován ze 255. místa v roce 2002.

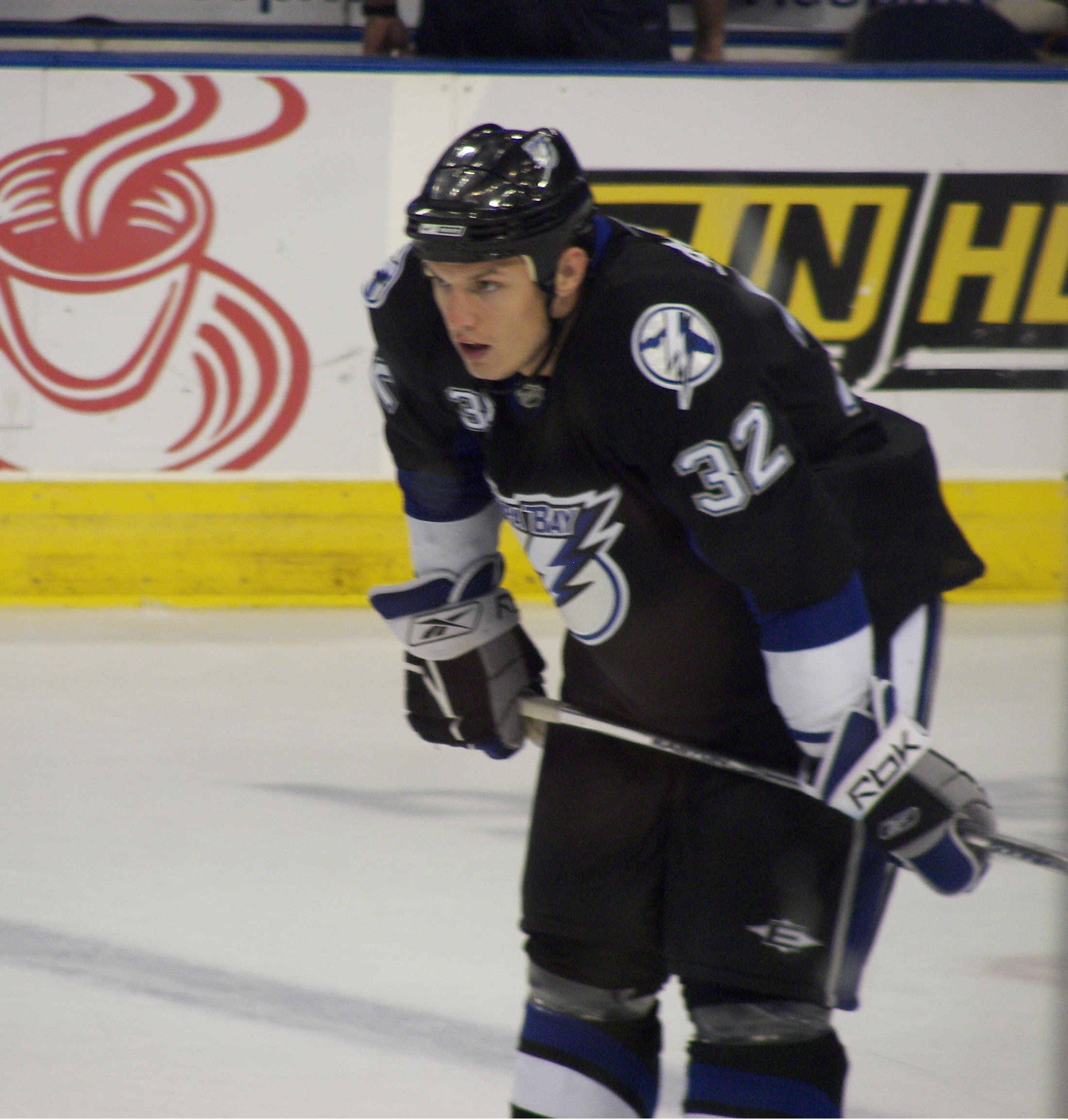
Matt Smaby byl draftován ze 41. místa v roce 2003.

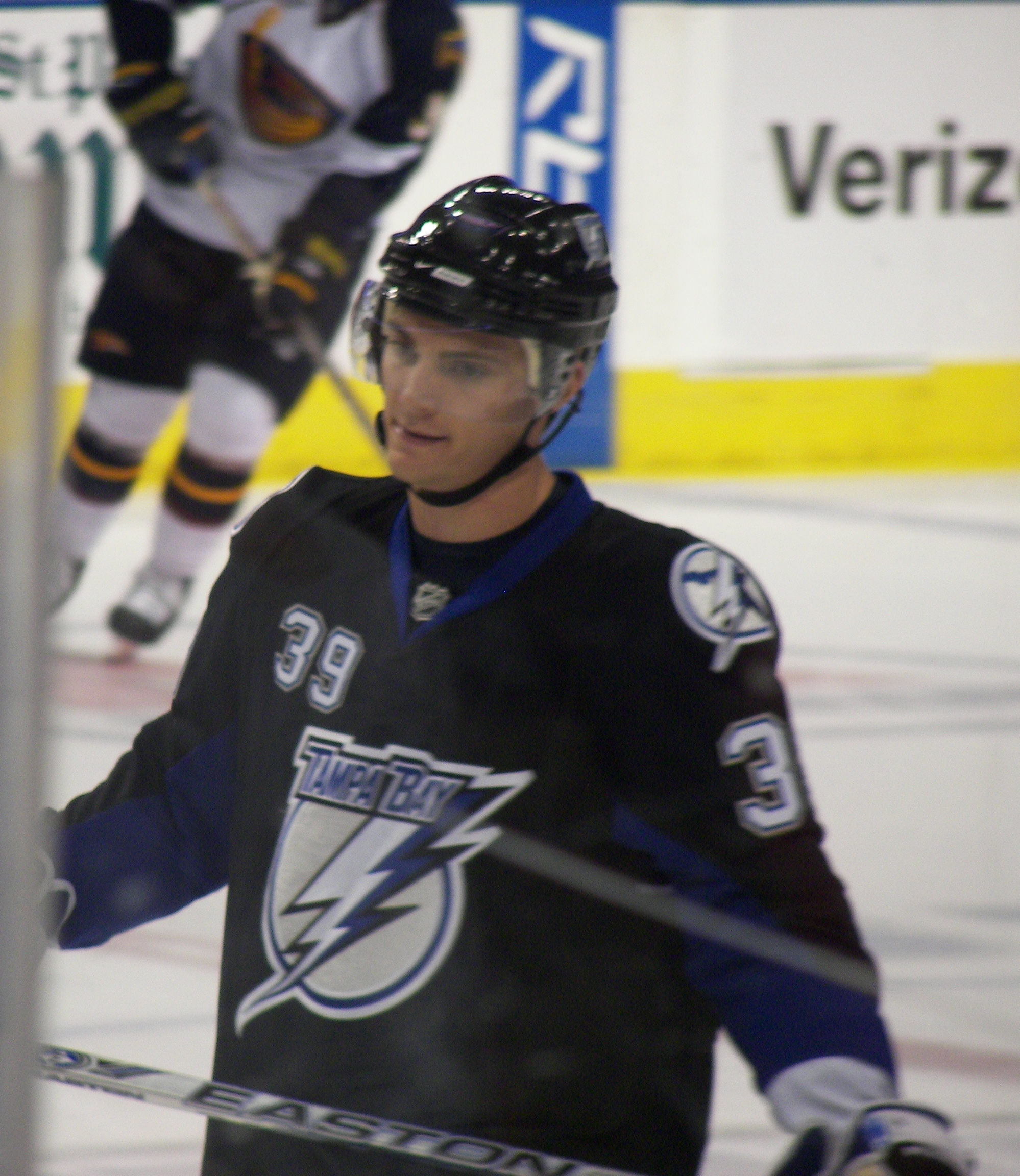
Mike Lundin byl draftován ze 102. místa v roce 2004.

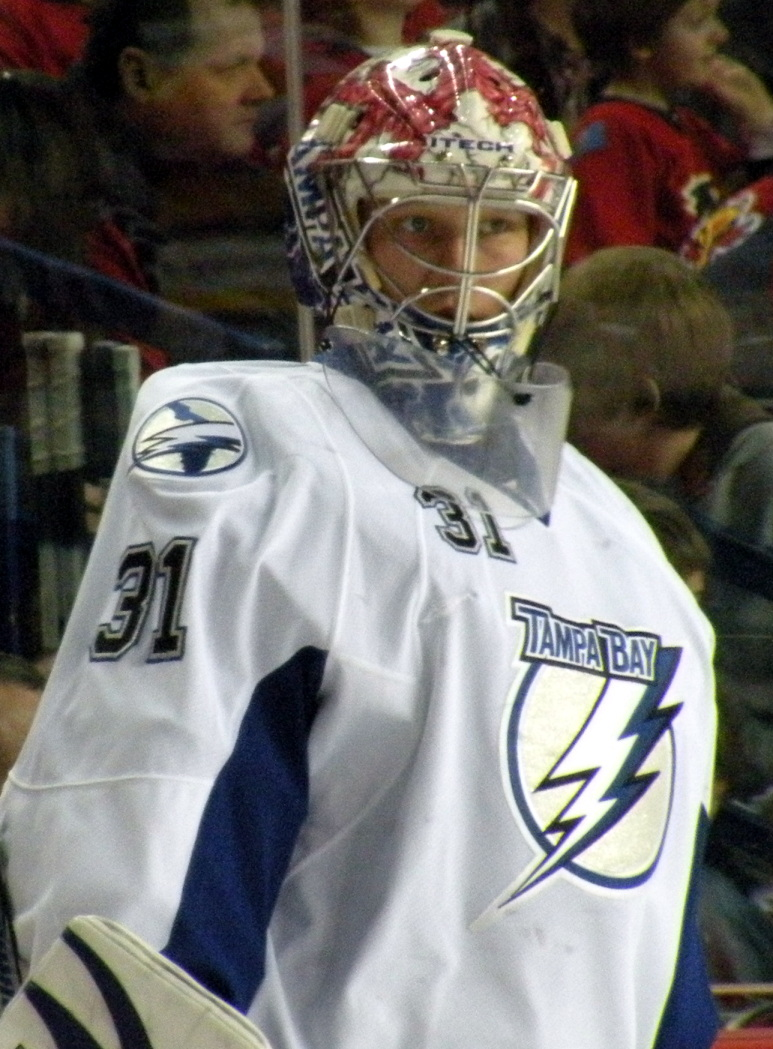
Karri Ramo byl draftován ze 191. místa v roce 2004.

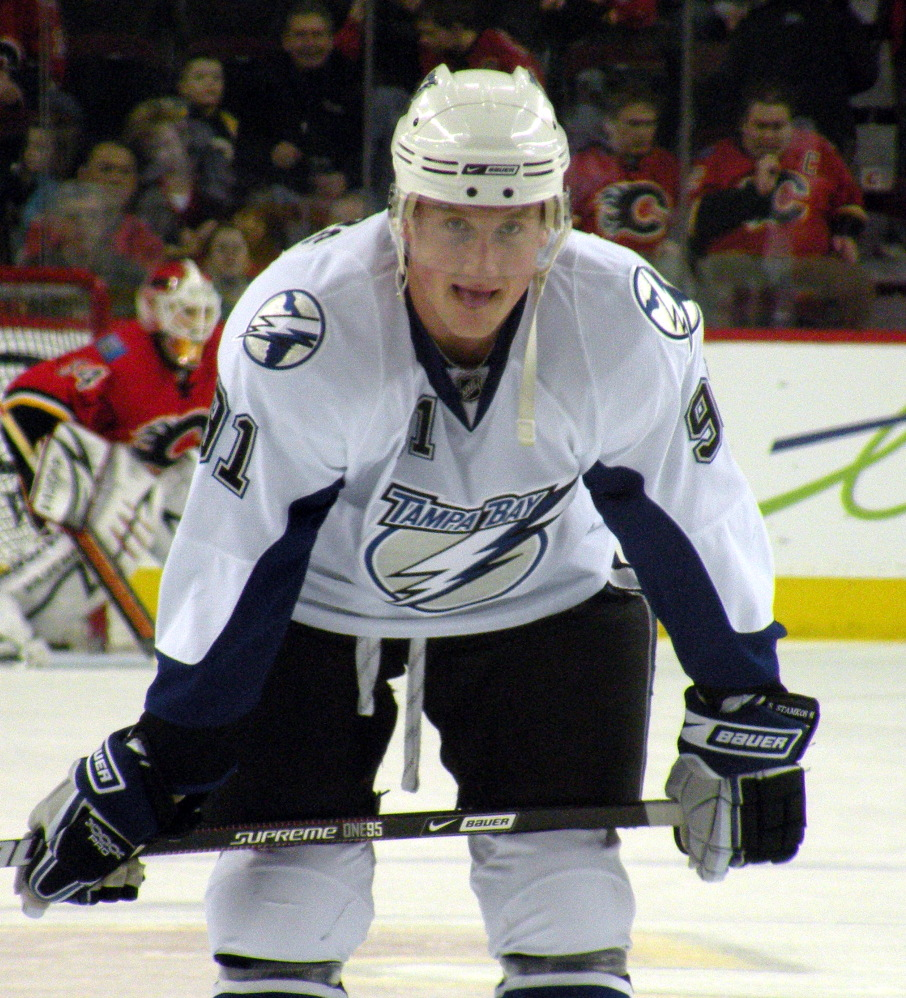
Steven Stamkos byl draftován z 1. místa v roce 2008.

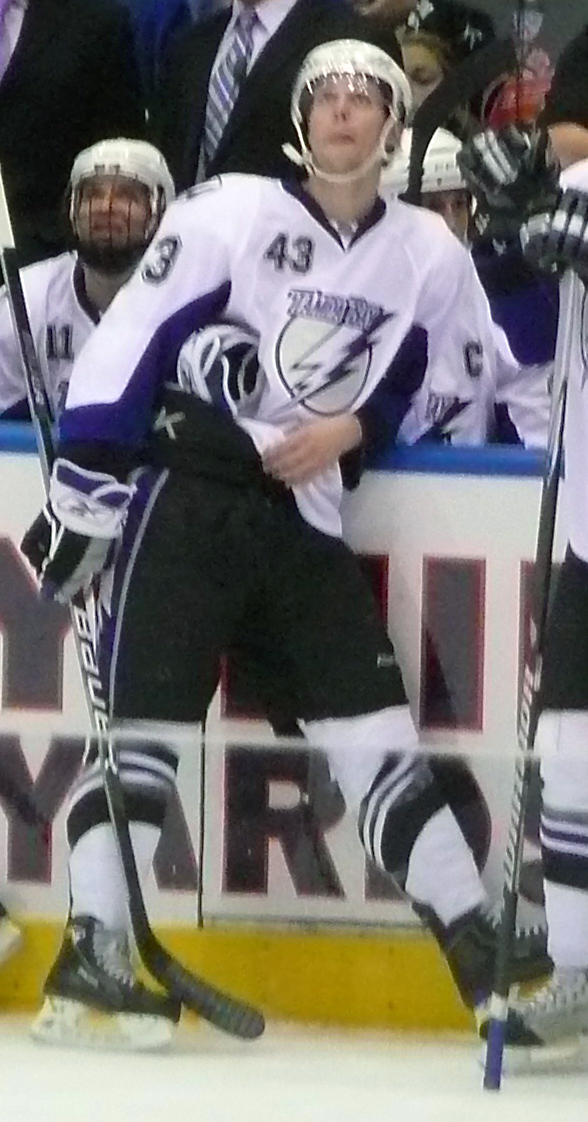
James Wright byl draftován ze 117. místa v roce 2008.

|  | Hráči kteří hráli nejméně jeden zápas v NHL |
|  | Hráči kteří si zahráli v NHL All-Star Game  |

| Rok  | Kolo | Místo | Hráč                    | Pozice                |
| ---- | ---- | ----- | ----------------------- | --------------------- |
| 1992 | 1    | 1     | Roman Hamrlík           | Obránce               |
| 1992 | 2    | 26    | Drew Bannister          | Obránce               |
| 1992 | 3    | 49    | Brent Gretzky           | Centr                 |
| 1992 | 4    | 74    | Aaron Gavey             | Centr                 |
| 1992 | 5    | 97    | Brantt Myhres           | Levé křídlo           |
| 1992 | 6    | 122   | Martin Tanguay          | Centr                 |
| 1992 | 7    | 145   | Derek Wilkinson         | Brankář               |
| 1992 | 8    | 170   | Dennis Maxwell          | Levé křídlo           |
| 1992 | 9    | 193   | Andrew Kemper           | Obránce               |
| 1992 | 10   | 218   | Marc Tardif             | Levé křídlo           |
| 1992 | 11   | 241   | Tom MacDonald           | Útočník               |
| 1993 | 1    | 3     | Chris Gratton           | Centr                 |
| 1993 | 2    | 29    | Tyler Moss              | Brankář               |
| 1993 | 3    | 55    | Allan Egeland           | Centr                 |
| 1993 | 4    | 81    | Marián Kacíř            | Pravé křídlo          |
| 1993 | 5    | 107   | Ryan Brown              | Obránce               |
| 1993 | 6    | 133   | Kiley Hill              | Levé křídlo           |
| 1993 | 7    | 159   | Mathieu Raby            | Obránce               |
| 1993 | 8    | 185   | Ryan Nauss              | Levé křídlo           |
| 1993 | 9    | 211   | Alexandre LaPorte       | Obránce               |
| 1993 | 10   | 237   | Brett Duncan            | Obránce               |
| 1993 | 11   | 263   | Mark Szoke              | Levé křídlo           |
| 1994 | 1    | 8     | Jason Wiemer            | Centr                 |
| 1994 | 2    | 134   | Colin Cloutier          | Centr                 |
| 1994 | 3    | 55    | Vadim Jepančincev       | Centr                 |
| 1994 | 4    | 86    | Dmitrij Klevakin        | Útočník               |
| 1994 | 6    | 137   | Dan Juden               | Pravé křídlo          |
| 1994 | 6    | 138   | Bryce Salvador          | Obránce               |
| 1994 | 7    | 164   | Chris Maillet           | Obránce               |
| 1994 | 8    | 190   | Alexej Baranov          | Obránce               |
| 1994 | 9    | 216   | Juri Smirnov            | Obránce               |
| 1994 | 10   | 242   | Shawn Gervais           | Pravé křídlo          |
| 1994 | 11   | 268   | Brian White             | Levé křídlo           |
| 1995 | 1    | 5     | Daymond Langkow         | Centr                 |
| 1995 | 2    | 30    | Mike McBain             | Obránce               |
| 1995 | 3    | 56    | Shane Willis            | Pravé křídlo          |
| 1995 | 5    | 108   | Konstantin Golochvastov | Centr                 |
| 1995 | 6    | 134   | Eduard Peršin           | Centr                 |
| 1995 | 7    | 160   | Cory Murphy             | Obránce               |
| 1995 | 8    | 186   | Joe Cardarelli          | Levé křídlo           |
| 1995 | 9    | 212   | Zac Bierk               | Brankář               |
| 1996 | 1    | 16    | Mario Larocque          | Obránce               |
| 1996 | 3    | 69    | Curtis Tipler           | Pravé křídlo          |
| 1996 | 5    | 125   | Jason Robinson          | Obránce               |
| 1996 | 6    | 152   | Nikolaj Ignatov         | Obránce               |
| 1996 | 6    | 157   | Xavier Delisle          | Centr                 |
| 1996 | 7    | 179   | Pavel Kubina            | Obránce               |
| 1997 | 1    | 7     | Paul Mara               | Obránce               |
| 1997 | 2    | 33    | Kyle Kos                | Obránce               |
| 1997 | 3    | 71    | Matt Elich              | Pravé křídlo          |
| 1997 | 5    | 108   | Mark Thompson           | Obránce               |
| 1997 | 5    | 109   | Jan Šulc                | Centr                 |
| 1997 | 5    | 112   | Karel Bětík             | Obránce               |
| 1997 | 6    | 153   | Andrej Skopincev        | Obránce               |
| 1997 | 7    | 168   | Justin Jack             | Pravé křídlo          |
| 1997 | 7    | 170   | Eero Somervuori         | Pravé křídlo          |
| 1997 | 7    | 185   | Samuel St. Pierre       | Obránce               |
| 1997 | 8    | 198   | Shawn Skolney           | Centr                 |
| 1997 | 9    | 224   | Paul Comrie             | Brankář               |
| 1998 | 1    | 1     | Vincent Lecavalier      | Centr                 |
| 1998 | 3    | 64    | Brad Richards           | Centr                 |
| 1998 | 3    | 72    | Dmitrij Afanasenkov     | Levé křídlo           |
| 1998 | 4    | 92    | Eric Beaudoin           | Centr a levé křídlo   |
| 1998 | 5    | 121   | Curtis Rich             | Obránce               |
| 1998 | 6    | 146   | Sergej Kuzněcov         | Centr                 |
| 1998 | 7    | 174   | Brett Allan             | Levé křídlo           |
| 1998 | 7    | 194   | Oak Hewer               | Pravé křídlo          |
| 1998 | 8    | 221   | Dan Hulak               | Obránce               |
| 1998 | 9    | 229   | Chris Lyness            | Obránce               |
| 1998 | 9    | 252   | Martin Cibák            | Centr                 |
| 1999 | 2    | 47    | Sheldon Keefe           | Pravé křídlo          |
| 1999 | 3    | 67    | Jevgenij Konstantinov   | Brankář               |
| 1999 | 3    | 75    | Brett Scheffelmaier     | Obránce               |
| 1999 | 3    | 88    | Jimmie Olvestad         | Pravé křídlo          |
| 1999 | 5    | 127   | Kaspars Astašenko       | Obránce               |
| 1999 | 5    | 148   | Michal Láníček          | Brankář               |
| 1999 | 6    | 182   | Fedor Fjodorov          | Centr                 |
| 1999 | 7    | 187   | Ivan Rachůnek           | Centr                 |
| 1999 | 8    | 216   | Erkki Rajamaki          | Levé křídlo           |
| 1999 | 9    | 244   | Mikko Kuparinen         | Obránce               |
| 2000 | 1    | 8     | Nikita Alexejev         | Pravé křídlo          |
| 2000 | 2    | 34    | Ruslan Zajnulin         | Centr                 |
| 2000 | 3    | 81    | Alexandr Charitonov     | Pravé křídlo          |
| 2000 | 4    | 126   | Johan Hagglund          | Centr                 |
| 2000 | 5    | 161   | Pavel Šedov             | Útočník               |
| 2000 | 6    | 191   | Aaron Gionet            | Obránce               |
| 2000 | 7    | 222   | Marek Priechodský       | Obránce               |
| 2000 | 7    | 226   | Brian Eklund            | Brankář               |
| 2000 | 8    | 233   | Alexandr Polukejev      | Brankář               |
| 2000 | 9    | 263   | Thomas Ziegler          | Centr                 |
| 2001 | 1    | 3     | Alexandr Svitov         | Centr                 |
| 2001 | 2    | 47    | Alexandr Polušin        | Pravé křídlo          |
| 2001 | 2    | 61    | Andreas Holmqvist       | Obránce               |
| 2001 | 3    | 94    | Jevgenij Arťuchin       | Levé a pravé křídlo   |
| 2001 | 4    | 123   | Aaron Lobb              | Pravé křídlo          |
| 2001 | 5    | 138   | Paul Lynch              | Obránce               |
| 2001 | 6    | 188   | Art Femenella           | Obránce               |
| 2001 | 7    | 219   | Dennis Packard          | Levé křídlo           |
| 2001 | 7    | 222   | Jeremy Van Hoof         | Obránce               |
| 2001 | 8    | 252   | Jean-Francois Soucy     | Levé křídlo           |
| 2001 | 8    | 259   | Dmitrij Bezrukov        | Pravé křídlo          |
| 2001 | 9    | 261   | Vitalij Smoljaninov     | Centr                 |
| 2001 | 9    | 281   | Ilja Solarjev           | Centr                 |
| 2001 | 9    | 289   | Henrik Bergfors         | Obránce               |
| 2002 | 2    | 60    | Adam Henrich            | Levé křídlo           |
| 2002 | 4    | 100   | Dmitrij Kazjonov        | Centr                 |
| 2002 | 5    | 135   | Joseph Pearce           | Brankář               |
| 2002 | 5    | 162   | Gerard Dicaire          | Obránce               |
| 2002 | 6    | 170   | P.J. Atherton           | Obránce               |
| 2002 | 6    | 174   | Karri Akkanen           | Útočník               |
| 2002 | 6    | 183   | Paul Ranger             | Obránce               |
| 2002 | 7    | 213   | Fredrik Norrena         | Brankář               |
| 2002 | 8    | 233   | Vasilij Košečkin        | Brankář               |
| 2002 | 8    | 255   | Ryan Craig              | Centr                 |
| 2002 | 8    | 256   | Darren Reid             | Pravé křídlo          |
| 2002 | 9    | 286   | Alexej Gluchov          | Levé křídlo           |
| 2002 | 9    | 287   | John Toffey             | Útočník               |
| 2003 | 2    | 34    | Mike Egener             | Obránce               |
| 2003 | 2    | 41    | Matt Smaby              | Obránce               |
| 2003 | 3    | 96    | Jonathan Boutin         | Brankář               |
| 2003 | 6    | 192   | Doug O'Brien            | Obránce               |
| 2003 | 7    | 224   | Gerald Coleman          | Brankář               |
| 2003 | 7    | 227   | Jay Rosehill            | Obránce               |
| 2003 | 8    | 255   | Raimonds Danilics       | Levé křídlo a obránce |
| 2003 | 8    | 256   | Brady Greco             | Obránce               |
| 2003 | 9    | 273   | Albert Višnyjakov       | Levé křídlo           |
| 2003 | 9    | 286   | Zbyněk Hrdel            | Pravé křídlo          |
| 2003 | 9    | 287   | Nick Tarnasky           | Centr                 |
| 2004 | 1    | 30    | Andy Rogers             | Obránce               |
| 2004 | 2    | 65    | Mark Tobin              | Levé křídlo           |
| 2004 | 4    | 102   | Mike Lundin             | Obránce               |
| 2004 | 5    | 158   | Brandon Elliott         | Obránce               |
| 2004 | 5    | 163   | Dusty Collins           | Centr                 |
| 2004 | 6    | 188   | Jan Zapletal            | Obránce               |
| 2004 | 6    | 191   | Karri Ramo              | Brankář               |
| 2004 | 8    | 245   | Justin Keller           | Levé křídlo           |
| 2005 | 1    | 30    | Vladimír Mihálik        | Obránce               |
| 2005 | 3    | 73    | Radek Smoleňák          | Levé křídlo           |
| 2005 | 3    | 89    | Chris Lawrence          | Pravé křídlo          |
| 2005 | 4    | 92    | Marek Bartánus          | Pravé křídlo          |
| 2005 | 4    | 102   | Blair Jones             | Centr                 |
| 2005 | 5    | 133   | Stanislav Lašček        | Pravé křídlo          |
| 2005 | 6    | 163   | Marek Kvapil            | Levé křídlo           |
| 2005 | 6    | 165   | Kevin Beech             | Brankář               |
| 2005 | 7    | 225   | Jarrett Reid            | Obránce               |
| 2006 | 1    | 15    | Riku Helenius           | Brankář               |
| 2006 | 3    | 78    | Kevin Quick             | Obránce               |
| 2006 | 6    | 168   | Dane Crowley            | Obránce               |
| 2006 | 7    | 198   | Denis Kazjonov          | Levé křídlo           |
| 2007 | 2    | 47    | Dana Tyrell             | Centr                 |
| 2007 | 3    | 75    | Luca Cunti              | Levé křídlo           |
| 2007 | 3    | 77    | Alexander Killorn       | Centr                 |
| 2007 | 4    | 107   | Mitch Fadden            | Centr                 |
| 2007 | 5    | 150   | Matt Marshall           | Útočník               |
| 2007 | 6    | 167   | Johan Harju             | Levé křídlo           |
| 2007 | 7    | 183   | Torrie Jung             | Brankář               |
| 2007 | 7    | 197   | Michael Ward            | Obránce               |
| 2007 | 7    | 210   | Denis Kazjonov          | Levé křídlo           |
| 2008 | 1    | 1     | Steven Stamkos          | Centr                 |
| 2008 | 4    | 117   | James Wright            | Centr                 |
| 2008 | 5    | 122   | Dustin Tokarski         | Brankář               |
| 2008 | 5    | 147   | Kyle DeCoste            | Pravé křídlo          |
| 2008 | 6    | 152   | Mark Barberio           | Obránce               |
| 2008 | 6    | 160   | Luke Witkowski          | Obránce               |
| 2008 | 7    | 182   | Matias Sointu           | Levé křídlo           |
| 2008 | 7    | 203   | David Carle             | Obránce               |
| 2009 | 1    | 2     | Victor Hedman           | Obránce               |
| 2009 | 1    | 29    | Carter Ashton           | Pravé křídlo          |
| 2009 | 2    | 52    | Richard Pánik           | Pravé křídlo          |
| 2009 | 4    | 93    | Alex Hutchings          | Levé křídlo           |
| 2009 | 5    | 148   | Michael Zador           | Brankář               |
| 2009 | 6    | 162   | Jaroslav Janus          | Brankář               |
| 2009 | 7    | 183   | Kirill Gotovets         | Obránce               |
| 2010 | 1    | 6     | Brett Connolly          | Pravé křídlo          |
| 2010 | 3    | 63    | Brock Beukeboom         | Obránce               |
| 2010 | 3    | 66    | Radko Gudas             | Obránce               |
| 2010 | 3    | 72    | Adam Jánošík            | Obránce               |
| 2010 | 4    | 96    | Geoffrey Schemitsch     | Obránce               |
| 2010 | 4    | 118   | Jimmy Mullin            | Centr                 |
| 2010 | 6    | 156   | Brendan O'Donnell       | Centr                 |
| 2010 | 7    | 186   | Teigan Zahn             | Obránce               |
| 2011 | 1    | 27    | Vladislav Naměstnikov   | Centr                 |
| 2011 | 2    | 58    | Nikita Kučerov          | Pravé křídlo          |
| 2011 | 5    | 148   | Nikita Něstěrov         | Obránce               |
| 2011 | 6    | 178   | Adam Wilcox             | Brankář               |
| 2011 | 7    | 201   | Matthew Peca            | Centr                 |
| 2011 | 7    | 208   | Ondřej Palát            | Levé křídlo           |
| 2012 | 1    | 10    | Slater Koekkoek         | Obránce               |
| 2012 | 1    | 19    | Andrej Vasilevskij      | Brankář               |
| 2012 | 2    | 40    | Dylan Blujus            | Obránce               |
| 2012 | 2    | 53    | Brian Hart              | Pravé křídlo          |
| 2012 | 3    | 71    | Tanner Richard          | Centr a pravé křídlo  |
| 2012 | 4    | 101   | Cédric Paquette         | Centr                 |
| 2012 | 6    | 161   | Jake Dotchin            | Obránce               |
| 2012 | 7    | 202   | Nikita Gusev            | Levé křídlo           |